# Hårklockmossa
Hårklockmossa (Encalypta spathulata) är en bladmossart som beskrevs av C. Müller 1849. Hårklockmossa ingår i släktet klockmossor, och familjen Encalyptaceae. Enligt den svenska rödlistan är arten starkt hotad i Sverige. Arten förekommer i Götaland, Svealand och Nedre Norrland. Artens livsmiljö är fjäll, jordbrukslandskap. Inga underarter finns listade i Catalogue of Life.